# 似魴無鬚魮
似魴無鬚魮（学名：Puntius bramoides）是輻鰭魚綱鯉形目鯉科無鬚魮屬的其中一個種，主要分布於亞洲印度尼西亞及寮國湄公河，棲息在中底層水域。